# Objekt 906
Das Objekt 906, auch PT-85 genannt, war ein Anfang der 1960er-Jahre im Traktorenwerk Wolgograd entwickelter leichter sowjetischer Amphibienpanzer. Dieses Fahrzeug sollte den PT-76 ersetzen. Von 1961 bis 1962 wurden sechs Prototypen gebaut, eine Serienfertigung fand nicht statt.

## Entwicklung

### Anforderungen
Am 30. Mai 1960 wurde das Konstruktionsbüro des Stalingrader Traktorenwerks (STS) (später Wolgograder Traktorenfabrik (WgTS)) unter der Leitung von I. W. Gawalow und Ju. W. Schadrin per Erlass des Ministerrats Nr. 578-236 aufgefordert, einen Amphibienpanzer mit folgenden Eigenschaften zu entwickeln:
- Der Panzer darf nicht mehr als 15 Tonnen wiegen.
- Er muss mit einer gezogenen 85-mm-Kanone bewaffnet sein, welche über das „Zyklon“-System stabilisiert wird.
- Er muss auf der Straße eine Geschwindigkeit von 75 km/h erreichen können.
- Er muss im Vergleich zum PT-76 über einen verstärkten Schutz an der Front und am Turm verfügen.
- Er muss eine Reichweite von 500 km haben.
- Er muss über ein ABC-Abwehrsystem verfügen.
- Er muss über ein Nachtsichtsystem verfügen.
- Er muss luftlandefähig sein.[1]

| 0Panzerung des Objekts 906 (Datenergänzung) |             |
| Wannenfront                                 | 20 mm / 78° |
| Wannenseite (Aufbau)                        | 30 mm / 90° |
| Wannenheck                                  | 20 mm / 90° |
| Wannenboden                                 | 8-10 mm     |
| Turmfront                                   | 15mm / 50°  |
| Turmseite                                   | 8 mm / 40°  |
| Turmheck                                    | 8 mm / 20°  |
| Turmdecke                                   | 8 mm        |

## Konstruktion
Mehrere Konstruktionsbüros waren an der Entwicklung beteiligt:
- USTM (Swerdlovsk): Entwicklung und Bau der Kanone.
- Werk Nr. 46 (Kowrow): Einbringen des Stabilisators
- Werk Nr. 77 (Barnaul): Bau des Motors
- WNII-100 (Leningrad), FWNII-100 (Moskau): Verschiedene Aufgaben und Gesamtkoordination.

Nach einem Beschluss des Verteidigungsrates der Sowjetunion (VdS) arbeitete das Konstruktionsbüro zunächst an der Installation einer 90-mm-Glattrohrkanone vom Typ D-62 anstelle der gezogenen 85-mm-Kanone D-58. Weiterhin war geplant, einen „Owod“-Raketenwerfer mit halbautomatischer Lenkung zu installieren.

### Versionen und Projektende

#### Version mit 8D-6M

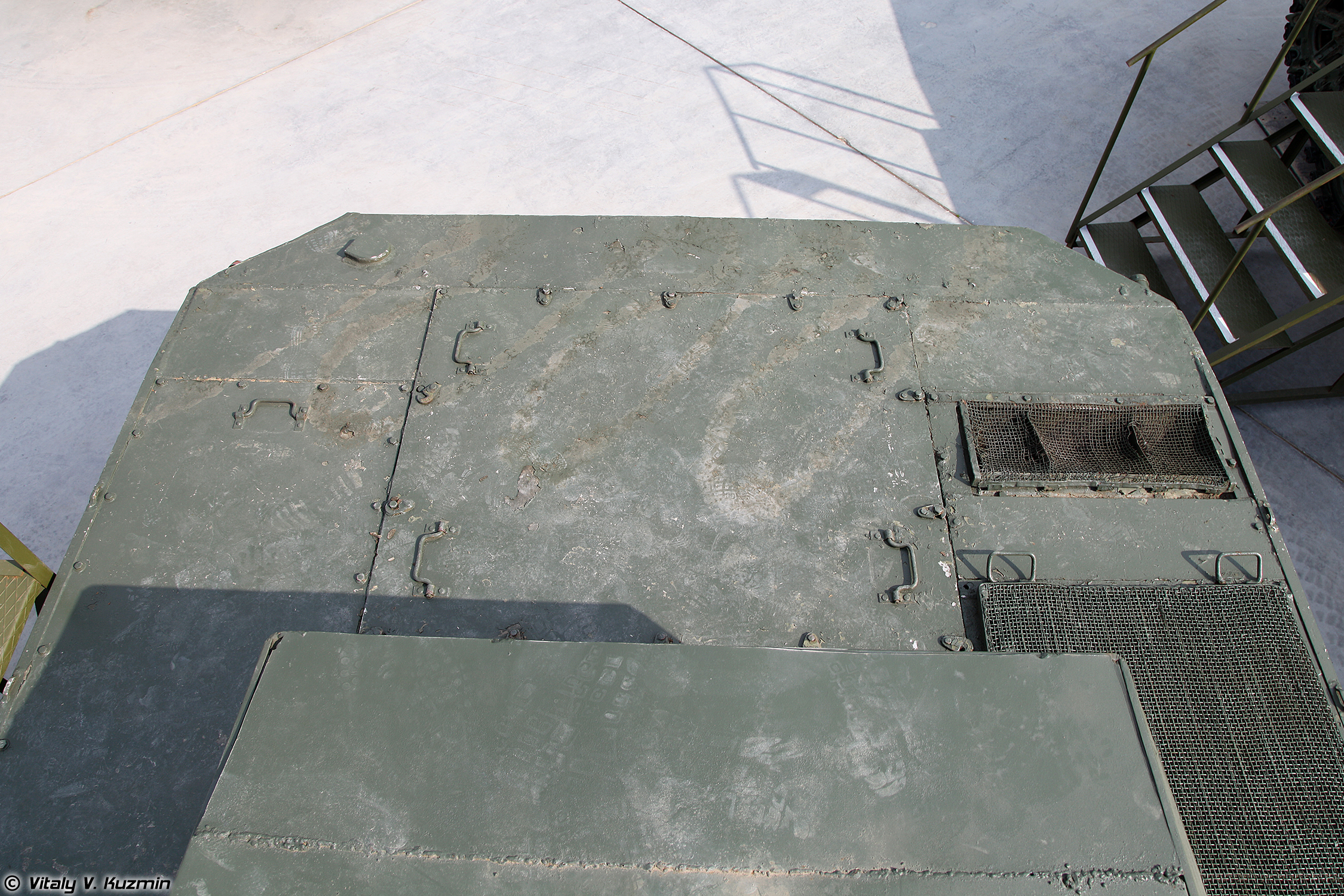
Motorluke für den 8D-6M Motor

Im Oktober 1960 wurde der erste Prototyp mit dem Namen „Objekt M906“ dem VdS vorgestellt. Das Fahrzeug hatte einen 8D-6M-Dieselmotor mit einer Leistung von 300 PS (221 kW), der vom OKB STS in Stalingrad und WNII-100 in Leningrad entwickelt worden war. Ein Laufwerk mit sechs Rollen war ebenfalls vorhanden.

#### Version mit UTD-20
Nach den Tests wurde eine zweite Version produziert. Mit einem Gefechtsgewicht von 14,2 Tonnen war er nun mit einem UTD-20-Motor mit der gleichen Leistung wie der vorherige ausgestattet und mit einem neuen, vom OKB STS entworfenen elektrischen Antriebsaggregat versehen. Im November 1960 wurden weitere Tests durchgeführt. Am 28. November 1960 entschied sich der VdS endgültig für die 85-mm-Kanone D-58 im Gegensatz zur D-62, die hauptsächlich aufgrund von Munitionsproblemen und der Logistik abgelehnt wurde.

#### Version mit 5TDL
Das NTS GKSMOT beschloss auch die Entwicklung einer dritten Option für das Motormodul mit einem 5TDL-Dieselmotor mit einer Leistung von 221-294 kW (300-400 PS), welches nun mit einem mechanischen Getriebe verbaut wurde. Auch die Aufhängung wurde geändert. Sie basierte auf einem neuen Einzelstabsystem mit hydraulischen Stoßdämpfern und ausfederungsbegrenzenden Ausgleichsfedern, einseitig geneigten Laufrädern aus einer Aluminiumlegierung und einem silentblocähnlichen System zur Geräuschminimierung.

#### Schutz vor Strahlung
Andere Organe wie der VdS und die Hauptverwaltung für Panzer und Kraftfahrzeuge (GABTU) fügten den Spezifikationen weitere Auflagen hinzu mit der Forderung, den Strahlenschutz im Vergleich zum PT-76B zu verdoppeln. Daher wurde ein neues ABC-Abwehrsystems eingesetzt. Es umfasst
- einen Mechanismus, der das Fahrzeug abdichtet und einen Luftfiltermechanismus auslöst,
- einen Mechanismus, der einen leichten Überdruck im Fahrzeug erzeugt, um das Eindringen von kontaminierter Außenluft zu erschweren.

Außerdem wurden zwei zusätzliche Optionen untersucht: erstens ein System von Tanks, die mit Wasser gefüllt werden und sich während des Schwimmens entleeren und als einfache Treibstofftanks verwendet werden können; zweitens ein anderes System, bei dem die Dicke der Front des Panzers um 30 mm vergrößert wurde und zwei zusätzliche Tanks unter dem Turm und der Fahrerkabine installiert wurden. Diese Veränderungen erhöhten das Gewicht des Panzers jedoch über die Anforderungsgrenze von 15 t. Daher wurde beschlossen, das Gewicht durch eine neue D-20-Aluminiumlegierung zu reduzieren.

#### Projektende
Im Jahr 1961 wurde die Stalingrader Traktorenfabrik (STS) in Wolgograder Traktorenfabrik (WgTS) umbenannt, da durch Entstalinisierung die Stadt in Wolgograd umbenannt wurde.
Anfang April 1961 wurden die Projekte mit dem 8D-6M-Motor und dem 5TDL-Motor gestrichen, so dass nur noch der UTD-20-Motor geplant war. Ein Panzer namens „Objekt 906PL“ wurde entworfen, um die amphibischen Eigenschaften des zukünftigen „Objekts 906“ zu testen. Er hatte die gleiche Masse und Größe wie das zukünftige „Objekt 906“ und wies auch den gleichen Schwerpunkt auf.
Spätere Tests ergaben, dass es beim Schwimmen sehr stabil war und sogar bessere Eigenschaften als der PT-76 zeigt.
Am 14. August 1961 wurde dem Verteidigungsrat der Sowjetunion ein Objekt 906 mit der 85-mm-Kanone D-58 vorgestellt, die von einem zweiachsigen Swesda-Stabilisator stabilisiert wurde und einen automatischen Lademechanismus mit 15 Schuss und eine maximale Kapazität von 40 Schuss besaß. Ein 7,62-mm-PKT-Maschinengewehr wurde koaxial zur Kanone installiert, der Panzer wurde auch mit einem mechanischen Getriebe ausgestattet.
Parallel dazu wurde ein neues Nachtsichtsystem TWN-2B installiert, das dem des T-55 ähnelte.
Zwischen den Jahren 1961 und 1963 wurden sechs Prototypen gebaut, von denen nur einer erhalten blieb, der sich derzeit im Panzermuseum in Kubinka befindet.
1963 wurde die Forschung und Entwicklung am Objekt 906 eingestellt, damit die Konstruktionsbüros an den zukünftigen sowjetischen Schützenpanzern BMP-1 und BMD-1 arbeiten konnten.

## Mobilität
Das Objekt 906 war mit einem 221 kW (300 PS) starken UTD-20-Motor, einem mechanischen Fünfganggetriebe, sechs hydraulischen Teleskopstoßdämpfern, einer Spannvorrichtung für die Kette und RMSch1-Ketten ausgestattet. Mit dieser Anordnung konnte das Objekt 906 eine maximale Straßengeschwindigkeit von 75 km/h erreichen und war mit einer An-12 lufttransportfähig. Im amphibischen Betrieb konnte das Objekt 906 mit Hilfe von zwei Strahlantrieben eine Geschwindigkeit von 10 km/h erreichen und trotzdem eine hohe Treffergenauigkeit durch die Stabilisierung gewährleisten.

## Parallele Entwicklungen
Parallel zur Entwicklung des Objekt 906 wurden weitere ähnliche Panzer in der Stalingrader Traktorenfabrik entwickelt.
- Objekt 907: In der ersten Hälfte des Jahres 1958 untersuchte das von S. A. Fedorow und Ju. M. Sorokin geleitete Konstruktionsbüro eine Verbesserung des PT-76, insbesondere hinsichtlich der Mobilität und der Panzerung. Er erhielt zusätzliche Panzerplatten und wurde mit einem neuen W6M-Motor mit einer Leistung von 280 PS ausgestattet. Diese Änderungen führten dazu, dass der Panzer trotz der Gewichtszunahme von 1,87 t die gleiche Mobilität aufwies. Er wurde außerdem mit einem größeren Tank mit einem Fassungsvermögen von 500 Litern ausgestattet, der die Reichweite auf 400 km erhöhte.

- Objekt 911: Im Januar 1963 begann das OKB WgTS mit der Entwicklung eines Infanterie-Kampffahrzeugs, das später zu einer einheitlichen Basis für andere zukünftige Fahrzeuge wurde.

- Objekt 911B: 1964 wurde als Folgeprojekt des Objekt 906B und des Objekt 911 ein leichter Amphibien-Luftlandepanzer entworfen und gebaut. Er war dem Objekt 911 sehr ähnlich und hatte zwei Mann Besatzung. Der Panzer wurde mit dem Ziel entwickelt, die Besatzung so gut wie möglich zu schützen.

- Objekt 915: Als Vorläufer des späteren BMD-1 basierte das Objekt 915 auf dem Entwurf des 911B, machte ihn jedoch durch Reduzierung der Panzerung, Länge und Masse leichter, so dass er nur 6 t wog und Fallschirmabwürfe möglich waren.